# A jó pápa – XXIII. János
A jó pápa – XXIII. János színes, kétrészes, olasz televíziós minisorozat Szent XXIII. János pápa életét meséli el: az első részben, ahogyan Angelo Roncalli gyermekkorától Szent Péter trónusáig eljutott, majd a másodikban tetteit, haláláig.
A filmet Ricky Tognazzi forgatókönyve, rendezése és szereplése mellett neves nemzetközi szereplőgárda játssza el:
- Bob Hoskins: Angelo Giuseppe Roncalli
- Fabrizio Vidale: a fiatal Angelo Roncalli
- Carlo Cecchi: Mattia Carcano kardinális
- John Light: a fiatal Mattia Carcano
- Roberto Citran: Monsignore Loris Capovilla
- Sergio Bini Bustric: Guido Gusso
- Arnoldo Foà: Alfredo Ottaviani kardinális
- Francesco Carnelutti: az idős Nicola Catania
- Francesco Venditti: a fiatal Nicola Catania
- Ricky Tognazzi: Monsignore Giacomo Radini-Tedeschi
- Ivo Garrani: Zio kardinális
- Erland Josephson: Franz von Papen
- Gjergji Lala: szovjet nagykövet
- Enzo Robutti: Angelo nagyapja

A minisorozatot először a Canale 5 olasz tévécsatornán, 2003. január 28-29-én mutatták be.

## Kapcsolódó szócikk
- Papa Giovanni - Ioannes XXIII, olasz televíziós minisorozat (RAI)